# ICH Canela Teatro
ICH Canela Teatro (Morrinhos, 2003 – Morrinhos, 7 de novembro de 2023) foi uma girolando conhecida por sua grande qualidade genética, sendo recordista na produção de leite.

## Biografia
ICH Canela Teatro nasceu em 2003 na Fazenda São Caetano, em Morrinhos, Goiás, sendo propriedade de José Renato Chiari e criada por Tadeu Chiari. Ela nasceu a partir de um lote de embriões de uma família recordista na produção de leite, com mãe e irmã recordistas. Ela ficou conhecida por sua grande qualidade genética, destacando-se na produção de leite logo no início de sua lactação, porém sobressaiu-se a partir de seu terceiro parto. Ela foi a primeira vaca a alcançar o marco de 100 mil litros de leite produzidos durante a vida. Canela produziu leite para a ABS e foi monitorada por seu laboratório em Uberaba devido ao potencial para acasalamento. Ao todo, teve 163 filhas e 64 filhos, muitas delas premiadas. Em 2019, 57 filhas suas estavam na lista das mil melhores girolando, com 9 delas nas dez primeiras posições.
Canela aposentou-se em 2018, morrendo em 7 de novembro de 2023 aos 20 anos. Em sua morte, ela foi a terceira vaca que mais produziu leite na história de sua raça.